# Торибио, Хосе Висенте
Хосе Висенте Торибио (исп. José Vicente Toribio; род. 22 декабря 1985 в Сокуэльямосе, Испания) — испанский профессиональный шоссейный велогонщик, выступающий за континентальную команду «Matrix Powertag».

## Достижения
2010
1-й  Горная классификация Вуэльта Бургоса
2011
1-й — Этап 4 Волта Португалии
2013
1-й  Тур Восточной Явы
1-й — Этап 2
2-й Тур Окинавы
2014
2-й Тур Кумано
2-й Тур Окинавы
2017
1-й  Тур Кумано
3-й Тур Хоккайдо
2014
3-й Тур Японии

## Статистика выступлений

### Гранд-туры
| Гонка           | 2010 | 2011 | 2012 |
| --------------- | ---- | ---- | ---- |
| Джиро д'Италия  | —    | —    | —    |
| Тур де Франс    | —    | —    | —    |
| Вуэльта Испании | 127  | 133  | 133  |

| — | Не участвовал |